# Кесарій Назіанзин
Кесарій Назіанзин (грец. Cæsarius; 330/331 — 368) — державний діяч, лікар часів пізньої Римської імперії, християнський святий.

## Життєпис
Молодший син Григорія Старшого, єпископа Назіанзу, та Нонни. Народився бл. 330/331 на сімейній віллі Аріанза, поблизу Назіанза (Каппадокія). Спочатку навчався в Кесарії Мазака, готуючись до елітних шкіл Александрії в Єгипті, де продовжив навчання. Також слухав лекції в Кесарії Палестинській. Його улюбленими дослідженнями там були геометрія, астрономія і особливо медицина. В останній науці він перевершив усіх своїх однокурсників.
Десь у 355 році він прибув до Константинополя, де здобув репутацію завдяки своїм медичним здібностям. Кесарій пожертвував оплачуваним і почесним постом, щоб повернутися додому разом з Григорієм. Невдовзі столиця виявилася для нього надто великою привабливістю, і зрештою він став архіатросом (придворним лікарем) Констанція II, який також зробив Кесарія своїм особистим комітом та надав звання сенатора.
Зберіг свою посаду занового імператора Юліана, попри заклик батька і брата Григорія повернутися до Назіанза. Втім імператору не вдалося схилити Кесарія до навернення у поганство. Кесарій, який більше цінував свою віру, ніж імператорську прихильність, зрештою залишив двір, але повернувся до Константинополя після смерті Юліана в 363 році.
За імператора Валента став квестором Віфінії, посада, яка включала обов'язки щодо скарбниці та збору податків. 368 року призначено комітом священних щедрот (розпорядником пожертвувань і фінансів). Врятувався під час землетрусу в Нікеї 11 жовтня того ж року. Йогобрат пропонував залишити усі посади та відійти до релігійного життя. Кесарій помер під час епідемії чуми, яка сталася після землетрусу. Перед тим встиг прийняти хрещення. Після смерті його дуже багатий маєток був швидко розграбований слугами та кредиторами. Його брат Григорій наполягав, щоб те, що залишилося від маєтку, було роздано бідним і родичам, які залишилися живими.
Його рештки були поховані в Назіанзі, де його брат виголосив похоронну промову в присутності батьків. У промові «Про свого брата: святого Кесарія» Григорій зображує свого брата як зразкового християнина й аскета(це було явним перебільшенням), забезпечуючи основне джерело для подробиць його життя та закладаючи основу для його остаточної канонізації. Саме значний вплив на церкву Григорія Богослова, а не дійсно релігійні звитяги, забезпечили Кесарію після смерті зарахування до святих.